# Worth Matravers
Worth Matravers est un petit village du Dorset, Angleterre. Il est situé sur des falaises à l'ouest de Swanage. Le village compte 644 habitants.

## Géographie
Worth Matravers est situé sur la côte Jurassique, classée au patrimoine de l'UNESCO (Littoral du Dorset et de l'est du Devon).
Au nord du village on trouve les Purbeck Hills (sols crayeux). Au sud, le sol est constitué des falaises calcaires de la Manche.

## Économie
Traditionnellement, le village est économiquement basé sur l'agriculture (labourage et pâturage), l'exploitation de carrières et la pêche.

## Monuments
Un monument situé à St Aldhelm's Head commémore le développement du radar dans le village durant la Seconde Guerre mondiale.

## Galerie

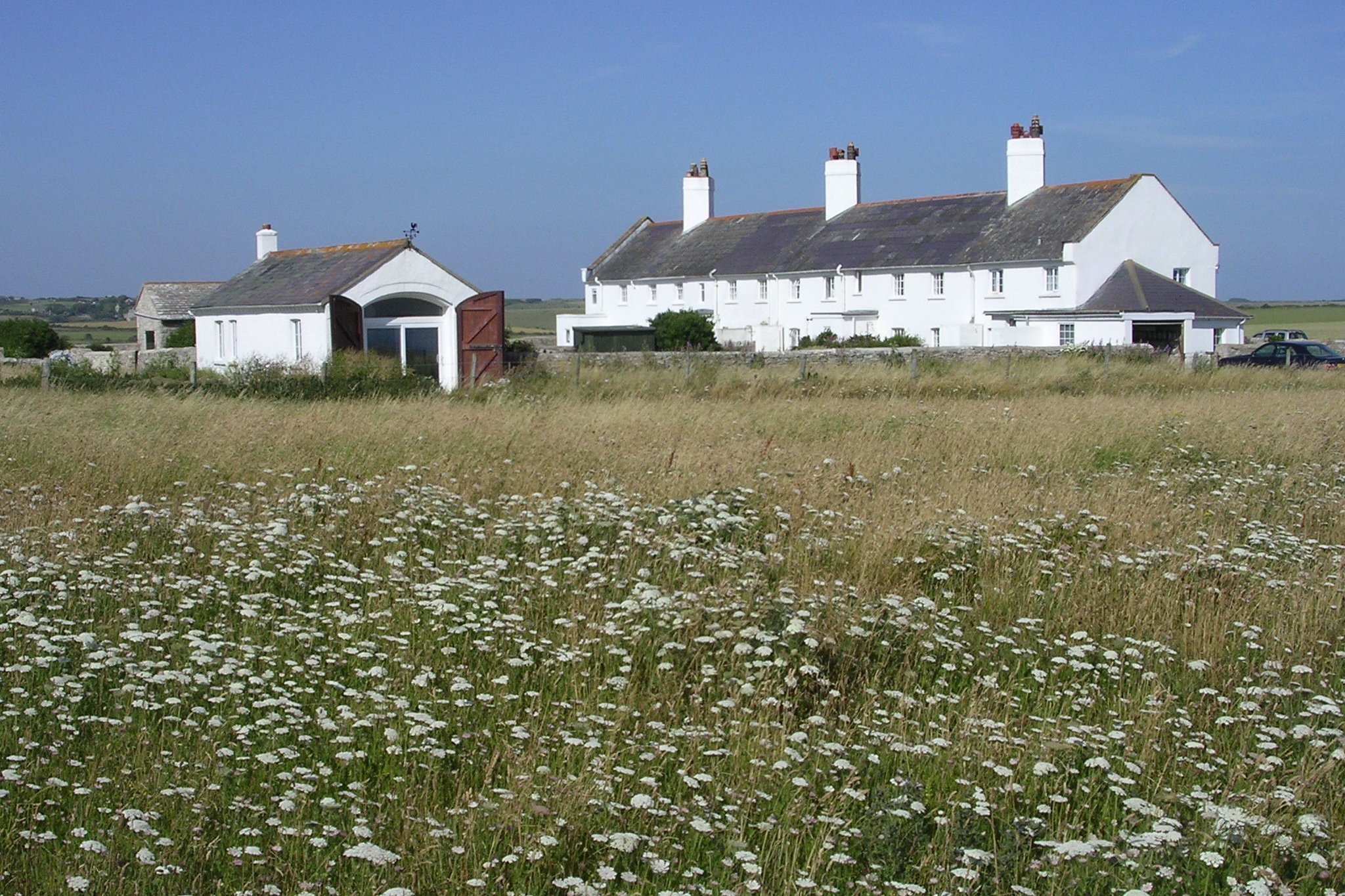
Vieux cottage de garde-côtes à St Aldhelm's Head
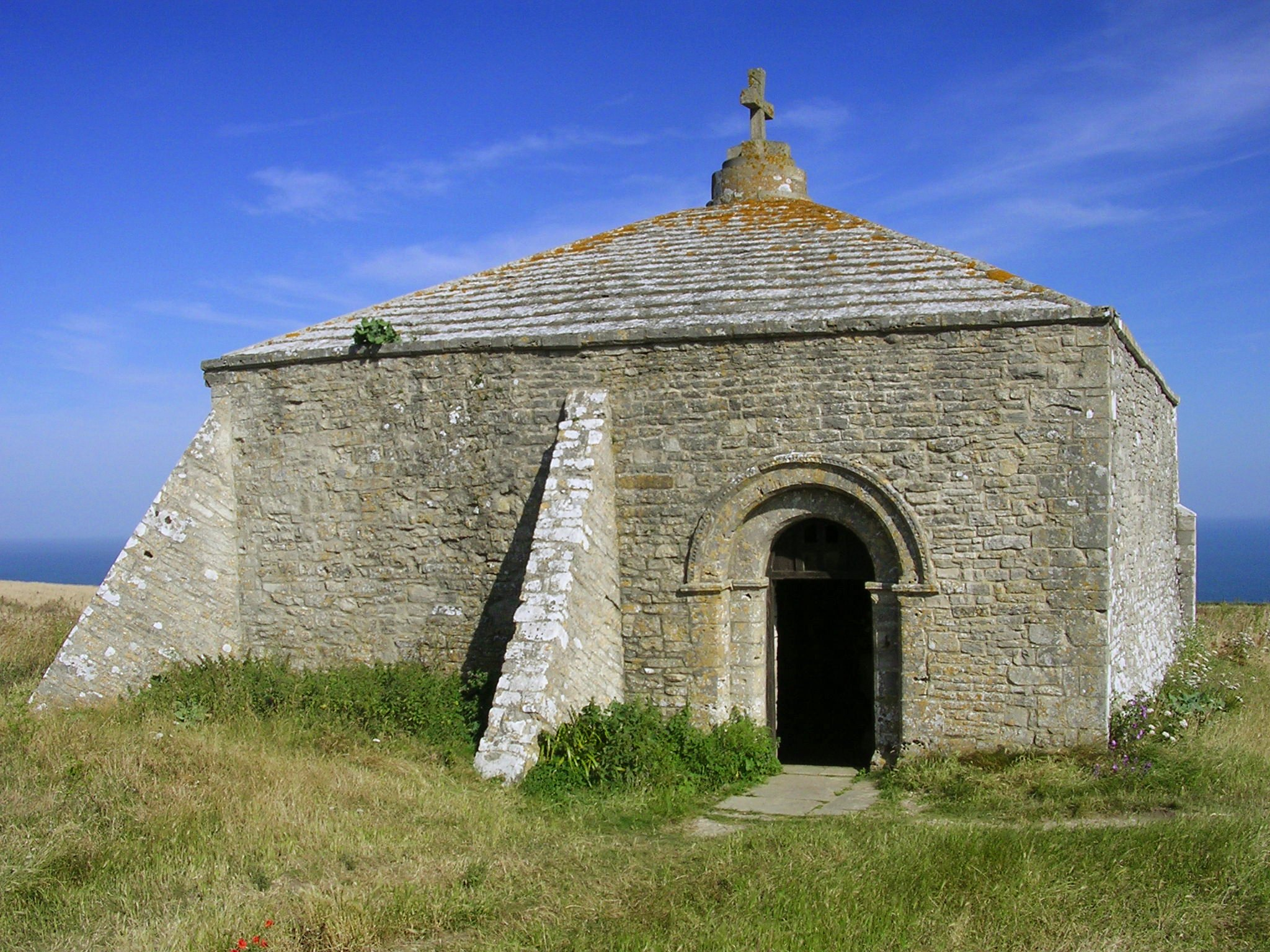
Chapelle de St Aldhelm à St Aldhelm's Head
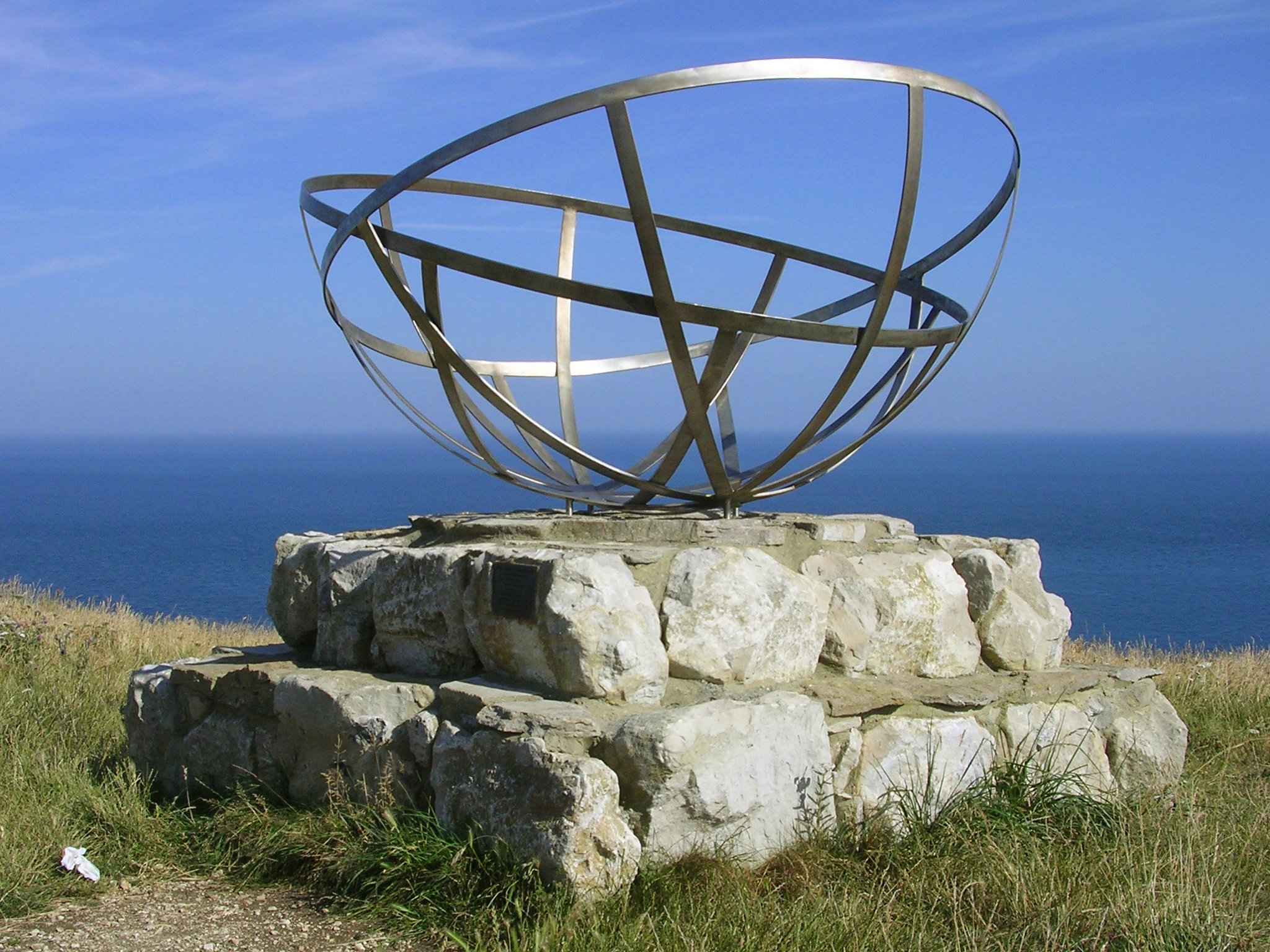
"Radar research memorial" à St Aldhelm's Head